# Provincia di Cajatambo
La provincia di Cajatambo è una provincia del Perù, situata nella regione di Lima.

## Geografia antropica

### Suddivisioni amministrative
È divisa in cinque distretti  (comuni):
- Cajatambo
- Copa
- Gorgor
- Huancapón
- Manás